# Véronique de Villèle
Pour les articles homonymes, voir Villèle.
Véronique de Villèle est une entraîneuse sportive et une animatrice de télévision française née le 18 septembre 1947 dans le 15e arrondissement de Paris. Elle s'est fait connaître en tant que co-présentatrice de l'émission Gym Tonic avec Davina Delor sur Antenne 2 de 1981 à 1987. 

## Biographie
Véronique de Villèle naît le 18 septembre 1947 dans le 15e arrondissement de Paris, dans une famille de la noblesse de robe de Toulouse, de Régis de Villèle (1924-2002) et de Raymonde Benezech (1920-2012). Elle a deux frères : Frédéric (né en 1948) et 
François-Régis (né en 1952). En 1966, alors qu'elle travaille chez le coiffeur Carita du Faubourg Saint-Honoré, elle est remarquée par l'actrice Mireille Darc qui l'engage pour devenir sa secrétaire.
À la fin des années 1970, elle rencontre dans un cours de danse Davina Delor. Après avoir gagné un prix dans un concours de danse à Nyon, elles s'associent pour donner des cours d'aérobic en musique. Une journaliste leur consacre un dossier complet qui intéresse Pascale Breugnot, la directrice des programmes d'Antenne 2. De 1979 à 1981, elles co-animent sur Antenne 2 les émissions de fitness Vive la forme[réf. nécessaire] puis Les Quatre Saisons de la forme. Mais c'est en septembre 1982, grâce à Gym Tonic, diffusée sur la même chaîne en fin de matinée, qu'elles rencontrent un énorme succès. Jusqu'en juin 1986, plus de 12 000 000 de téléspectateurs suivent cette séance d'aérobic sur fond de musique disco. 
À partir de septembre 2023, elle intervient tous les quinze jours pour une chronique du Magazine de la santé.

## Vie privée et engagements
Elle est membre du comité d'honneur et d'organisation de la Fondation pour la recherche Alzheimer (IFRAD),,. Elle est également ambassadrice des associations L'Envol et Enfant Star et Match.
En reconnaissance de ses actions au sein de ces différentes associations, mais également pour ses activités sportives, le président Nicolas Sarkozy la fait chevalier  dans l'ordre de la Légion d'honneur en 2011. Elle devient, l'année suivante, vice-présidente du comité de soutien de Nicolas Sarkozy pour l'élection présidentielle de 2012.

## Décorations
- Chevalier de la Légion d'honneur (2011)
- Officier de l'ordre national du Mérite (31 décembre 2020)
- Médaille de la jeunesse, des sports et de l'engagement associatif, or

## Filmographie

### Cinéma
- 1967 : La Grande Sauterelle de Georges Lautner : la femme blonde sur la plage, amie de Mireille Darc
- 1968 : Le Pacha de Georges Lautner : la femme blonde assise au bar
- 1983 : Si elle dit oui... je ne dis pas non de Claude Vital
- 1999 : J'ai faim !!! de Florence Quentin : la prof de gym
- 2001 : Le Derrière de Valérie Lemercier : Edwige Lampoel
- 2003 : Laisse tes mains sur mes hanches de Chantal Lauby : la coach de Mme Tatin

### Télévision
- 1979-1981 : Vive la forme / Les Quatre saisons de la forme

- 1982-1986 : Gym Tonic (émission télévisée)

- 2000 : Les Misérables (mini-série) de Josée Dayan : la mère Gorbeau

- 2003 : Sauveur Giordano (série télévisée), épisode Rendez-moi mon bébé de Bertrand Van Effenterre : une femme élégante

## Écrits
- 1983 : Gym Tonic
- 1984 : Véronique et Davina racontent
- 1996 : Les Secrets de votre énergie après 40 ans
- 2003 : La Biogym anti mal de dos
- 2007 : Nos années Gym Tonic
- 2007 : Véronique... sans Davina
- 2012 : Véro trouve tout
- 2015 : Gym Silver Tonic